# توضربين (أولاد حمودة)
توضربين هو دُوَّار يقع بجماعة السعيدات، إقليم شيشاوة، جهة مراكش آسفي في المملكة المغربية. ينتمي الدوّار لمشيخة أولاد حمودة التي تضم 13 دوار. يقدر عدد سكانه بـ 142 نسمة حسب الإحصاء الرسمي للسكان والسكنى لسنة 2004.

## روابط خارجية
- البوابة الوطنية للجماعات الترابية نسخة محفوظة 12 مارس 2018 على موقع واي باك مشين.
- المندوبية السامية للتخطيط